# Rux
Rux é uma banda de punk rock influente da Coreia do Sul. Foi formada em 1996 e lançou seu primeiro disco em 1999. O vocalista Won Jong- hee, o único membro original remanescente, também dirigiu a Skunk Label e foi proprietário da casa de shows punk Skunk Hell. Eles ganharam notoriedade em 2005, quando amigos da banda se despiram no palco durante as filmagens de um episódio da MBC um show do Music Camp.

## Historia
Rux foi formada em 1996, quando a cena musical do punk se concentrava em torno do Club Drug e do Crying Nut. O nome "Rux" e sinónimo de "Ruckus".
Rux lancou várias músicas em coletâneas e passou por inúmeras mudanças de formação antes de liberar uma compilação de sete canções I Gatta Go. O título refere-se ao serviço militar obrigatório na Coreia do Sul para todos os homens coreanos, que muitas vezes acaba desfazendo as bandas coreanas. Apos o lançamento, a banda entrou em um hiato entre 1999-2002, enquanto Won Jong- hee serviu nas forcas armadas.

### Skunk Label
Ganhou Jong- hee era dona e operava a Skunk Label, uma gravadora DIY para as bandas de punk coreanas fundada em julho de 1998. Skunk Label entrou em um hiato enquanto Won serviu o seu dever militar. Apos Won retornar em 2002, a Skunk Label lançou uma coletânea chamada We are the Punx in Korea, um CD com 30 faixas que tem sido descrita como a "chave para descoberta" do punk rock coreano.

### Skunk Hell
Sob a bandeira da Skunk Label, Won operou duas casas de show ao vivo chamadas Skunk Hell.
O primeiro local, situado entre a Universidade de Hongik e Sinchon, era um porão obscuro descrito como do tamanho de uma "boa sala de estar".
A segunda Skunk Hell foi aberta na área Hongdae em janeiro de 2004 na antiga localização do Club Drug. Eventualmente, a gestão semanal da programação musical ao vivo foi entregue a Ryu Cheol-hwan, da banda punk Suck Stuff. No final de 2008, as Skunk Hell oficialmente fecharam suas portas, com Ryu e Won citando o declínio das finanças e a incapacidade de obter uma licença para vender bebidas, bem como a saturação de locais de música ao vivo competindo no mercado. A Skunk Hell fechou suas portas e Skunk Label caiu em desuso, pois ambas Rux e Suck Stuff rapidamente assinaram com a Dope Records.

### Incidente no Acampamento de Música
No sábado, 30 de julho, a Rux foi convidada para aparecer no programa da MBC, fazendo um show no Music Camp, para o segmento chamado "Essa música é boa?". Os membros da banda convidaram um grande número de seus apoiantes na cena punk.
Perto do fim da apresentação, dois rapazes se despiram e pularam ao redor do palco na frente da plateia e das câmeras. Cerca de quatro ou cinco segundos de nudez frontal total foi transmitida para todo o país. Os dois penetras foram erroneamente identificados como membros da banda Couch, embora um era membro da banda Spiky Brats. Ambos foram fichados pela polícia, sem prisão sob a acusação de indecência e interferência com um negócio. A polícia administrou testes de drogas, mas os resultados foram negativos. Won também foi preso por ter convidado os dois para aparecer no programa.
A resposta do público foi furiosa, tanto contra Rux e a emissora. A MBC cancelou o Music Camp, e a Comissão de Transmissões Coreana tomou medidas disciplinares pesadas. Em seguida, o prefeito de Seul, Lee Myung -bak, sugeriu que os concertos em Hongdae fossem regulados pelas autoridades, o que levou rivais políticos compararem Lee com o ex-ditador Park Chung -hee.

## Membros da banda
- Won Jong-hee (원종희): Vocais
- Ryu Myung-hoon (류명훈): Bateria
- Lee Hyun-hee (이현희): Guitarra
- Yoon Hyung-sick (윤형식): Baixo

### Ex-Membros
- Lee Hyung-wi (Guitarra)
- Lee Seung-bok (Baixo)
- Kang Dol-il (Bateria)
- Park Jun-young (Guitarra)
- Kim Seuk-yun (Bateria)
- Lee Ju-hyun (Baixo)
- Park Gun-woo (Guitarra)
- Paul Bricky (Baixo)
- Joey Queen (Guitarra)
- Lee Dong-hoon (Bateria)
- Lee Tae-sun (Baixo)

## Discografia

### Álbuns
- [2004.07.01] Where are We Going? (우린 어디로 가는가)
- [2007.08.17] Rux the Ruckus Army
- [2009.06.25] Eternal Children (영원한 아이들)

### Álbuns ao vivo
- [2005.??.??] The Skunx 2005 Live

### Miniálbuns
- [1999.05.01] I Gatta Go
- [2005.06.29] Another Conception

### Singles
- [2011.09.02] Dirty Punk (더러운 양아치)

### Singles digitais
- [2008.03.24] Last 10 Seconds
- [2009.04.07] Wreck (만신창이)
- [2010.06.15] Out of the Blue

### Coletâneas
- [1998.??.??] 98 Punk Daejanchi ~ Our Minds are All the Same (#1 Budutga, #2 Don't Wake Up, #3 Lock, #4 Another Face)
- [1999.??.??] 3000 Punk (#7 45, #25 Sub)
- [1999.03.22] Club Hardcore, Assa Obang (#6 Headless Fish, #14 Street)
- [2003.07.05] We Are the Punx in Korea (#7 Our Minds are All the Same)
- [2006.04.20] 2006 Skunk Compilation "Strike! Strike! Strike!!" (#6 And Again, #12 When I Die, #17 Oworui Norae 2)
- [2008.09.16] No Future for You (#5 Everybody's Wicked)
- [2010.08.02] Burning Hepburn - Life Goes on (Burning Hepburn) (#3 Life Goes on) (feat. Rux, Crying Nut)